# Międzyrzec Podlaski (comune rurale)
Międzyrzec Podlaski è un comune rurale polacco del distretto di Biała Podlaska, nel voivodato di Lublino.
Ricopre una superficie di 261,58 km² e nel 2006 contava 10 313 abitanti.
Il capoluogo è Międzyrzec Podlaski, che non fa parte del territorio ma costituisce un comune a sé.